# Ramat HaShofet
Ramat HaShofet (hebreiska: רמת השופט) är en ort i Israel.   Den ligger i distriktet Norra distriktet, i den norra delen av landet. Ramat HaShofet ligger 254 meter över havet och antalet invånare är 576.
Terrängen runt Ramat HaShofet är kuperad österut, men västerut är den platt.Runt Ramat HaShofet är det ganska tätbefolkat, med 199 invånare per kvadratkilometer. Närmaste större samhälle är Yoqne‘am ‘Illit, 4,8 km norr om Ramat HaShofet. Trakten runt Ramat HaShofet består till största delen av jordbruksmark.